# Quatro pilares da educação
Os quatro pilares da Educação são conceitos de fundamento da educação baseados no Relatório para a UNESCO da Comissão Internacional sobre Educação para o Século XXI, coordenada por Jacques Delors.
No relatório editado sob a forma do livro: "Educação: Um Tesouro a Descobrir" de 1999 e reeditado pela Editora Cortez (tendo parte da 7ª edição, de 2012, servindo como base para uma das modificações deste tema), a discussão dos "quatro pilares" ocupa todo o quarto capítulo, onde se propõe uma educação direcionada para os quatro tipos fundamentais de educação: aprender a conhecer (adquirir instrumentos de compreensão), aprender a fazer (para poder agir sobre o meio envolvente), aprender a viver juntos (cooperação com os outros em todas as atividades humanas), e finalmente aprender a ser (conceito principal que integra todos os anteriores).  Estas quatro vias do saber, na verdade, constituem apenas uma, dado que existem pontos de interligação entre elas., eleitos como os quatro pilares fundamentais da educação.
O ensino, tal como o conhecemos, debruça-se essencialmente sobre o domínio do aprender a conhecer e, em menor escala, do aprender a fazer. Estas aprendizagens, direcionadas para a aquisição de instrumentos de compreensão, raciocínio e execução, não podem ser consideradas completas sem os outros dois domínios da aprendizagem, muito mais complicados de explorar, devido ao seu caráter subjetivo e dependente da própria entidade educadora.
Um dos maiores desafios para a educação será a transmissão, de forma maciça e eficaz, da informação e da comunicação adaptadas à civilização cognitiva (pois estas são as bases das competências do futuro). Simultaneamente, compete ao ensino encontrar e ressaltar as referências que impeçam as pessoas de ficarem ilhadas pelo número de informações, mais ou menos efêmeras, que invadem os espaços públicos e privados. Assim como, orientar os educandos para projetos de desenvolvimento individuais e coletivos.
Proceder-se-á de seguida a uma breve dissertação sobre cada tipo de aprendizagem "deloriana".

## Aprender a Conhecer
Este pilar se refere à aquisição dos “instrumentos do conhecimento”.
Esta aprendizagem deve ser encarada como um meio e uma finalidade da vida humana (já que a educação deve ser pensada e planejada para ocorrer em todas as fases da vida). Simultaneamente ela visa não tanto à aquisição de um repertório de saberes codificados, mas antes, o domínios dos próprios instrumentos do conhecimento. É um meio, porque pretende que cada um aprenda a compreender o mundo que o cerca, pelo menos na medida em que isso lhe é necessário para viver dignamente. Finalidade, porque seu fundamento é o prazer de compreender, de conhecer, de descobrir.
Debruça-se sobre o raciocínio lógico, compreensão, dedução, memória, ou seja, sobre os processos cognitivos por excelência. Contudo, deve existir a preocupação de despertar no estudante, não só estes processos em si, como o desejo de desenvolvê-los, a vontade de aprender, de querer saber mais e melhor. 
Esta motivação pode apenas ser despertada por educadores competentes, sensíveis às necessidades, dificuldades e idiossincrasias dos estudantes, capazes de lhes apresentarem metodologias adequadas, ilustradoras das matérias em estudos e facilitadoras da retenção e compreensão das mesmas.
Como o conhecimento humano é múltiplo evolui infinitamente,torna-se cada vez mais inútil tentar conhecer tudo. No entanto, a especialização (até para os futuros pesquisadores) não deve excluir a cultura geral. Esta cultural geral é entendida como uma abertura para outras linguagens e a outros conhecimentos. Fechado em sua própria ciência, o especialista corre o risco de se desinteressar pelo que fazem os outros. A formação cultural implica na abertura a outros campos de conhecimento e, assim, pode operar fecundas sinergias entre as disciplinas.
Pretende-se despertar em cada aluno a sede de conhecimento, a capacidade de aprender cada vez melhor, ajudando-os a desenvolver as armas e dispositivos intelectuais e cognitivos que lhes permitam construir as suas próprias opiniões e o seu próprio pensamento crítico.
Em vista a este objetivo, sugere-se o incentivo, não apenas do pensamento dedutivo, como também do intuitivo, porque, se é importante ensinar o “espírito” e método científicos ao estudante, não é menos importante ensiná-lo a lidar com a sua intuição, de modo a que possa chegar às suas próprias conclusões e aventurar-se sozinho pelos domínios do saber e do desconhecido.

## Aprender a Fazer
Nas sociedades assalariadas que se desenvolvem a partir do modelo industrial ao longo do século XX, a substituição do trabalho humano pelas máquinas tornou cada vez mais imaterial e acentuou o caráter cognitivo das tarefas. Aprender a fazer não deve limitar o ensino apenas a uma tarefa material bem definida.

### Da noção de qualificação à noção de competência
O progresso técnico modifica, inevitavelmente, as qualificações exigidas pelos novos processos de produção. As tarefas puramente físicas são substituídas por tarefas de produção mais intelectuais ou mentais, como o comando de máquinas, a sua manutenção e sua vigilância, ou por tarefas de concepção, de estudo e de organização, à medida que as máquinas também se tornam mais “inteligentes”, e que o trabalho se “desmaterializa” (pg 76). Qualidades como a capacidade de comunicar, de trabalhar com os outros, de gerenciar e de resolver conflitos, tornam-se cada vez mais importantes. E essa tendência torna-se mais forte devido ao desenvolvimento do setor de serviços.

### A “desmaterialização” do trabalho e a importância dos serviços entre as atividades assalariadas
A “desmaterialização” da aprendizagem aumenta economia voltada para o setor de serviços. Esse setor altamente diversificado define-se, sobretudo, pela negativa: seus membros não são nem industriais nem produtores agrícolas e, apesar da sua diversidade, têm em comum o fato de não produzirem bens materiais. Muitos serviços definem-se principalmente em função das relações interpessoais a que dão origem. O desenvolvimento do setor terciário exige, pois, cultivar qualidades humanas que as informações tradicionais não transmitem, necessariamente, e que correspondem à capacidade de estabelecer relações estáveis e eficazes entre as pessoas (pg 77). Agora, as relações interpessoais mostram-se cada vez mais importantes para a solidificação de uma educação que traga a criticidade ao educando.
O aprender a fazer refere-se essencialmente à formação do educando. Consiste essencialmente em aplicar, na prática, os seus conhecimentos teóricos. Atualmente existe outro ponto essencial a focar nesta aprendizagem, referente à comunicação. É essencial que cada indivíduo saiba comunicar. Não apenas reter e transmitir informação mas também interpretar e selecionar as torrentes de informação, muitas vezes contraditórias, com que somos bombardeados diariamente, analisar diferentes perspectivas, e refazer as suas próprias opiniões mediante novos fatos e informações. Aprender a fazer envolve uma série de técnicas a serem trabalhadas.
Aprender a conhecer, combinando uma cultura geral, suficientemente vasta, com a possibilidade de trabalhar em profundidade um pequeno número de matérias. O que também significa: aprender a aprender, para beneficiar-se das oportunidades oferecidas pela educação ao longo de toda a vida.

## Aprender a viver com os outros
Este domínio da aprendizagem consiste num dos maiores desafios para os educadores, pois atua no campo das atitudes e valores. Cai neste campo o combate ao conflito, ao preconceito, às rivalidades milenares ou diárias. Se aposta na educação como veículo de paz, tolerância e compreensão; mas como fazê-lo?
O relatório para UNESCO não oferece receitas, mas avança uma proposta baseada em dois princípios: primeiro a “descoberta progressiva do outro” pois, sendo o desconhecido a grande fonte de preconceitos, o conhecimento real e profundo da diversidade humana combate diretamente este “desconhecido”. Depois e sempre, a participação em projetos comuns que surge como veículo preferencial na diluição de atritos e na descoberta de pontos comuns entre povos, pois, se analisarmos a História Humana, constataremos que o Homem tende a temer o desconhecido e a aceitar o semelhante.
Hoje em dia os alunos têm que respeitar os professores como eles são respeitados em casa, assim deve ser a manifestação do aluno.

### A descoberta do outro
A educação tem como missão transmitir conhecimentos sobre a diversidade da espécie humana, assim como, conscientizar as pessoas sobre as semelhanças e interdependências que existem entre todos os cidadãos do planeta.
A tática de ensinar aos jovens a adotar a perspectiva de outros grupos étnicos ou religiosos, pode evitar atritos que produzem o ódio entre adultos. Assim como, o ensino da historia das religiões ou dos costumes pode servir de referencia vantajosa para futuros comportamentos.

### Tender para objetivos comuns
As diferenças e até mesmo os conflitos interindividuais tendem a reduzir-se quando os jovens trabalham conjuntamente em projetos motivadores (o desporto é um ótimo exemplo disso). Neste caso, estamos valorizando a coletividade em detrimento à individualidade. Outra alternativa bastante viável é a inserção de jovens em projetos de ajuda social.

## Aprender a ser
Este tipo de aprendizagem depende diretamente dos outros três. Considera-se que a Educação deve ter como finalidade o desenvolvimento total do indivíduo “espírito e corpo, sensibilidade, sentido estético, responsabilidade pessoal, espiritualidade”.
À semelhança do aprender a viver com os outros, fala-se aqui da educação de valores e atitudes, mas já não direcionados para a vida em sociedade em particular, mas concretamente para o desenvolvimento individual.
Pretende-se formar indivíduos autônomos, intelectualmente ativos e independentes, capazes de estabelecer relações interpessoais, de comunicarem e evoluírem permanentemente, de intervirem de forma consciente e proativa na sociedade.
Mais do que nunca a educação
parece ter como papel essencial, conferir a todos os seres humanos a liberdade
de pensamento, o discernimento, os sentimentos e a imaginação de que necessitam
para desenvolver os seus talentos e permanecerem, tanto quanto possível, donos
de seus próprios destinos (pg 81).
A
diversidade de personalidades, a autonomia e o espírito de iniciativa, até
mesmo o gozo pela provocação, são suportes da criatividade e da inovação.  O que poderia parecer apenas como uma forma
de defesa do indivíduo perante a um sistema alienante ou considerado como
hostil, é também por vezes a melhor oportunidade de progresso para as
sociedades (pg 81).